# All in One Voice
«All in One Voice» (укр. «Все в одному голосі») — дванадцятий студійний альбом валлійської співачки Бонні Тайлер, випущений 1998 року лейблом «EastWest», там же вона записала попередній альбом «Free Spirit» (1995). Альбом залишається найменш комерційно успішним у кар'єрі Тайлер, оскільки він не потрапив до світових чартів.

## Запис
Треки, спродюсовані Джиммі Смітом, записали у студіях «Full Moon», «Westland» і «Park House» у Дубліні, Ірландія. «The Reason Why» записали у студії «Boogie Park» у Гамбурзі; а «I Put a Spell on You», що також увійшла до альбому Майка Батта «Philharmania» — у студії «Abbey Road» у Лондоні. Решту треків записали у студії «Red Deer» у Німеччині.

## Просування
Сингл «He's the King» вийшов ще до релізу альбому у грудні 1997 року. Спочатку пісня використовувался як саундтрек для німецького телесеріалу «Король Санкт-Паулі» (нім. «Der König von St. Pauli»). Тайлер з'явилася в одному з епізодів серіалу, виконуючи пісню в казино. «He's the King» провела один тиждень у німецькому чарті синглів під номером 95.
«Heaven» вийшла як другий сингл 1998 року. Вперше пісню виконали N-Mix на «Melodifestivalen 1997» — національному відбірковому конкурсі Швеції на «Євробачення», під назвою «Där en ängel hälsat på» («Де побував янгол»), де вона посіла 2-е місце.

## Трек-лист
| #     | Назва                            | Автор                                | Продюсери                            | Тривалість |
| ----- | -------------------------------- | ------------------------------------ | ------------------------------------ | ---------- |
| 1.    | «Heaven»                         | Пер Андреассон Пермілла Емме         | Джиммі Сміт                          | 3:24       |
| 2.    | «Like an Ocean»                  | Пер Андреассон Пермілла Емме         | Джиммі Сміт                          | 4:08       |
| 3.    | «Soon Will Be Too Late»          | Пер Андреассон Пермілла Емме         | Джиммі Сміт                          | 3:52       |
| 4.    | «You Always Saw the Blue Skies»  | Вілл Дженнінгс Френкі Міллер         | Джиммі Сміт                          | 3:52       |
| 5.    | «We Can Start Here»              | Майр Бреннан Денніс Вуд              | Джиммі Сміт                          | 4:03       |
| 6.    | «Angel of the Morning»           | Чіп Тейлор                           | Джиммі Сміт                          | 3:43       |
| 7.    | «The Reason Why»                 | Пол Хопкінс Лі Морріс                | Грехем Лейборн                       | 3:50       |
| 8.    | «Return to Blue»                 | Ерік Бродка Джернот Ротенбах         | Гарольд Фолтермейєр Джернот Ротенбах | 3:26       |
| 9.    | «You're Breaking My Heart Again» | Ерік Бродка Джернот Ротенбах         | Гарольд Фолтермейєр Джернот Ротенбах | 3:37       |
| 10.   | «I Put a Spell on You»           | Скрімін Джей Ховкінс                 | Майк Бетт                            | 4:38       |
| 11.   | «I'll Never Let You Down»        | Френкі Міллер                        | Джиммі Сміт                          | 3:52       |
| 12.   | «The Rose»                       | Аманда Макбрум                       | Гарольд Фолтермейєр Джернот Ротенбах | 3:24       |
| 13.   | «He's the King»                  | Гарольд Фолтермейєр Джернот Ротенбах | Гарольд Фолтермейєр Джернот Ротенбах | 4:48       |
| 14.   | «Silent Night»                   | Франц Грубер Джозеф Мор              | Гарольд Фолтермейєр Джернот Ротенбах | 2:26       |
| 53:03 |                                  |                                      |                                      |            |

## Учасники запису
Перелік учасників запису, вказані на обкладинці альбому:

### Музиканти
- Бонні Тайлер – головний вокал (всі треки), бек-вокал (1)
- Джиммі Сміт – продюсування (1–6, 11), бек-вокал (1, 6), хорове аранжування (1), електрогітара (1–2, 4–6), акустична гітара (1, 3–4, 6), гітара (2–3), програмування (2, 4–6) орган Хаммонда (4), бас (4–6)
- Грехем Лейборн – продюсування (7), програмування (7), клавішні (7), бек-вокал (7), мандоліна (7),  гітара Гібсон (7)
- Гарольд Фальтермейєр – продюсування (8–9, 12–14), аранжування (14)
- Гернот Ротенбах – продюсування (8–9, 12–13)
- Майк Батт – продюсування (10), аранжування (10), диригування (10)
- Тесса Найлз – бек-вокал (1–2, 6)
- Кетті Кіссун – бек-вокал (1–2, 6)
- Дженні Ньюмен – бек-вокал (1, 4–6)
- Ед Кенехан – бек-вокал (1)
- Конор Стівенс – бек-вокал (4)
- Карен Геммілл – бек-вокал (6)
- Роббі Каззерлі – бек-вокал (6)
- Irish Film Orchestra — IFO[4] (1,6)
- Fiachra Trench – струнне аранжування (1, 6)
- Девід Даунс – волинка (1, 5), свист (2), хорове аранжування (5)
- Пол Макетір – додаткові ударні (1)
- Анто Дреннан – електрогітара (2)
- Френк Галлагер – скрипка (2–4), альт (2–4), свисток (4)
- Том Моллой – бас (2)
- Біллі Фаррелл – програмування (2, 4, 6)
- Пітер Макінні – додаткові ударні (5)
- Геррі О'Коннор – скрипка (6)
- Бенджмін Гюлленкрямер – бас (7)
- Аксель Вернек – ударні (7)
- Маїк Бьосенберг – перкусія (7)
- Герберт Бьом – бек-вокал (7)
- Себі – спецефекти (7)
- Андреас Лінс – аранжування (14)
- Royal Philharmonic Orchestra (10)

### Технічний персонал
- Ахім Круз – мастерінг (всі треки)
- Грехем Лейборн – ремікшування (1–6, 11)
- Гарольд Фальтермейєр – інженерінг (14), мікшування (14)
- Гернот Ротенбах – інженерінг (14), мікшування (14)
- Девід Кук – мікшування (14)
- Білл Сомервілл-Ладж – інженерінг (1, 6)
- Джон Моллісон – інженерінг (1–6)
- Тім Мартін – інженерінг (1–6)
- Ед Кенеган – асистент інженера (1–6)
- Кіаран Кахілл – асистент інженера (4–5)
- Райан Мартін – асистент інженера (6)